# 10 octobre 1969
Le vendredi 10 octobre 1969 est le 283e jour de l'année 1969.

## Naissances
- Brett Favre, joueur de football américain
- Caroline Bottaro, scénariste et réalisatrice française
- Dilsa Demirbag-Sten, journaliste et essayiste suédoise
- Gérald Baticle, footballeur français
- Jean-Marc Michelangeli, comédien et scénariste français
- Kang Ho-soon, tueur en série sud-coréen
- Loren Bouchard, cinéaste américain
- Manu Bennett, acteur néo-zélandais
- Robert Quiroga (mort le 16 août 2004), boxeur américain
- Roland Selmeczi (mort le 30 janvier 2008), acteur hongrois
- Wendi McLendon-Covey, actrice américaine

## Décès
- Kurt Blome (né le 31 janvier 1894), scientifique nazi

## Événements
- Sortie de l'album Arthur (Or the Decline and Fall of the British Empire) du groupe The Kinks
- Sortie de l'album Hot Rats de Frank Zappa
- Sortie de l'album In the Court of the Crimson King de King Crimson
- Sortie du film Butch Cassidy et le Kid